# Marae

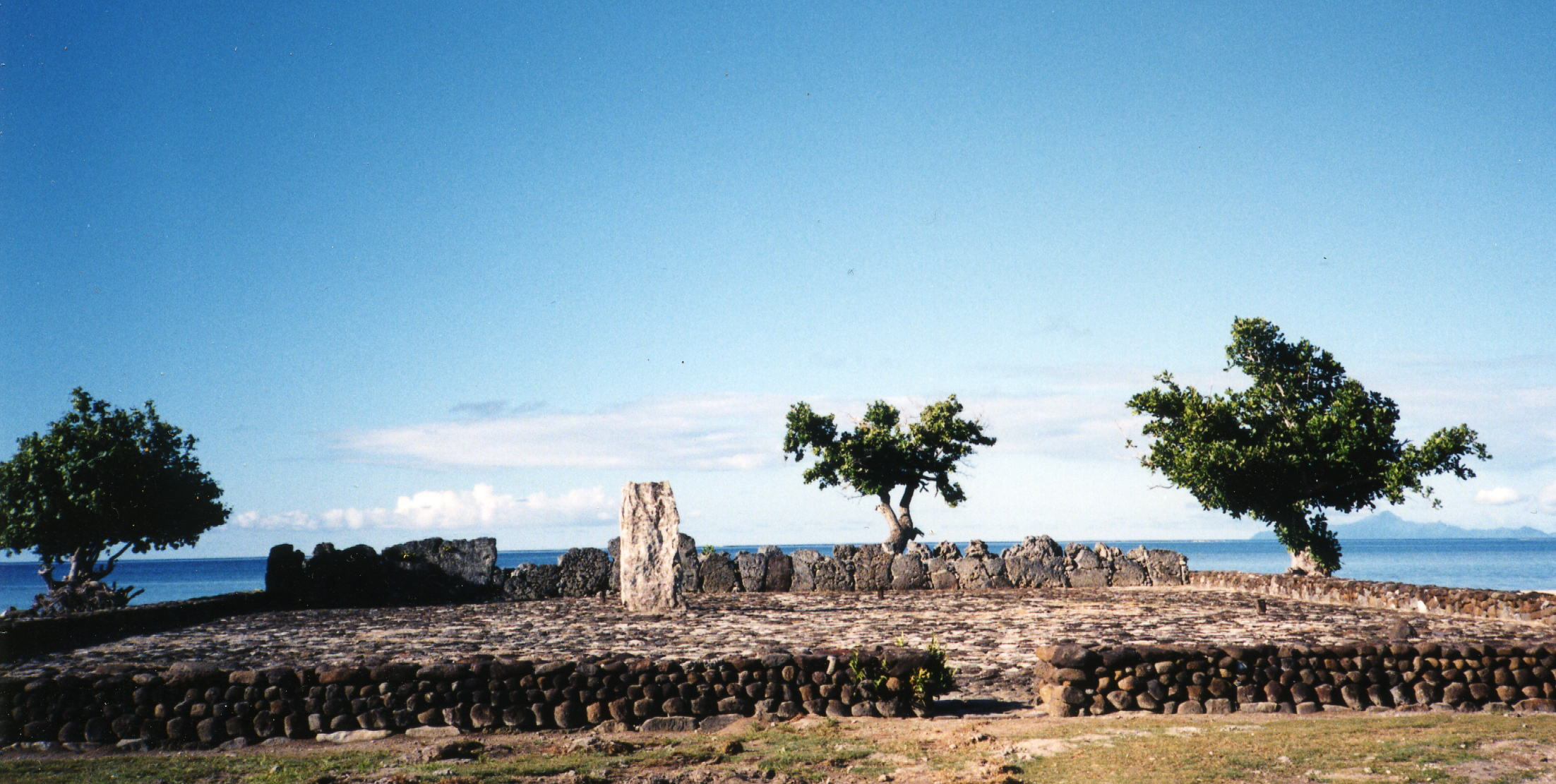
Taputapuātea, un antic marae construït sobre pedra al Ra'iātea a les Illes de la Societat, restaurat en 1994.

Un marae és un lloc comú o sagrat que serveix als propòsits religiosos i socials en la societats de la cultura polinèsia.